# روزماري ريان
روزماري ريان (بالإنجليزية: Rosemary Ryan)‏ هي عداءة المسافات الطويلة أيرلندية، ولدت في 8 نوفمبر 1975 في ليمريك في جمهورية أيرلندا.

## وصلات خارجية
- روزماري ريان على موقع الاتحاد الدولي لألعاب القوى (الإنجليزية)
- روزماري ريان على موقع أوليمبيديا (الإنجليزية)